# Ingeborg Ansing
Ingeborg Ansing, née le 17 juillet 1963 à Zaltbommel,, est une actrice néerlandaise.

## Filmographie

### Cinéma et téléfilms
- 1986 : Op hoop van zegen (nl) : La combattante numéro 2
- 1987 : Zeg 'ns Aaa : La secrétaire
- 1989 : De wandelaar : Katinka Gerrits
- 1990 : Geluk bij een ongeluk : Julia
- 1991 : Laat maar zitten (nl) : Non
- 1991 : Suite 215 : Ben
- 1993 : We zijn weer thuis (nl) : Tanja Tersteeg
- 1996 : Goudkust (nl) : Alexandra « Alex » Visser
- 1997 : 12 steden, 13 ongelukken (nl) : Simone
- 1997 : Unit 13 (nl) : L'infirmière
- 2002 : Secrets d'héritage : L'infirmière
- 2004 : Bluebird : La standardiste d'accueil
- 2004 : Sophie en Arthur : Claire
- 2006 : Inspecteur de Cock : La directrice de la maison de retraite
- 2006-2009 : Het Huis Anubis (nl) : Ellie van Engelen
- 2007 : Willemspark (nl) : La demoiselle
- 2007 : Keyzer & de Boer advocaten : Annemiek van Ameldonk
- 2007 : Voetbalvrouwen (nl) : La mère de Renske
- 2008 : De co-assistent (nl) : Mme Mens
- 2008 : Kinderen geen bezwaar (nl) : Josine
- 2009 : Terug naar de kust (nl) : Le médecin généraliste
- 2010 : Flikken Maastricht : Agnes Slagter
- 2010 : Verborgen verhalen (nl) : La mère
- 2010 : De Grote Gemene Deler : Jos
- 2011 : Bobo : Mama
- 2011 : Goede tijden, slechte tijden : Pamela de Jong
- 2012 : Moordvrouw : Arianne Koolhaas
- 2012 : Dokter Deen (nl) : Fien
- 2012 : Van God los (nl) : Annemarie Reesema
- 2012 : Quantum Zeno : Marja Mathijssen
- 2013 : Nooit te oud (nl) : L'experte en soins
- 2014 : Lucia de B. : La gardienne de prison
- 2015 : Noord Zuid (nl) : L'avocate Philip
- 2016 : Carmen : Carmen
- 2017 : Le Journal de Meg (De mannen van dokter Anne) : Erica Vlieger
- 2018 : De Binocle (nl) : Lady